# 甘青乌头
甘青乌头（学名：Aconitum tanguticum）为毛茛科乌头属下的一个种。分布在中国云南西北部、西藏东部、四川西部、青海、甘肃、陕西。

## 变种
- 毛果乌头 Aconitum tanguticum var. trichocar-pum Hand.-Mazz.